# Gonomyia (Neolipophleps) condensa
Gonomyia (Neolipophleps) condensa is een tweevleugelige uit de familie steltmuggen (Limoniidae). De soort komt voor in het Neotropisch gebied.